# サムハラ神社
サムハラ神社（サムハラじんじゃ）は、大阪府大阪市西区立売堀（いたちぼり）にある神社である。

## 概要
祭神は天之御中主神、高皇産霊神、神皇産霊神の造化三神。「サムハラ」はこれら三神の総称であるとしている。奥の院が美作加茂（岡山県津山市）にある。
1935年（昭和10年）に田中富三郎が出身地の岡山県苫田郡西加茂村（現・津山市）にて旧い小さなほこらの荒廃を嘆き再興したのが本社の起源。しかし翌年岡山県特高課から無許可神社で商品広告しているとして自主撤去を求められ、サムハラ信光会は11月27日に解消し、撤去を行った。
戦後1946年（昭和21年）にほこらは再建され、当神社は大阪中之島の豊国神社隣接地に自費で1950年（昭和25年）に建立。1961年（昭和36年）に現在地へ移築遷宮された。
隣接地に大阪府警察の機動警ら隊がある。
2021年（令和3年）1月、禰宜を務めていた男が祈祷中に猥褻行為をした容疑で逮捕され、同年6月には懲役2年執行猶予4年の有罪判決を受けた。

## 建立者
サムハラ神社を建立した田中 富三郎（たなか とみさぶろう）は、1868年（明治元年）3月3日に美作加茂で生まれる。万年筆業界の先駆者で「田中大元堂」を経営し、加茂西小学校に図書館を建設、奨学資金を贈るなど児童育成に貢献し紺綬褒章を授与される。
サムハラ大神をあつく信仰していたため日清戦争と日露戦争で数々の危難をまぬがれたという。サムハラの霊徳を世の人々に分かつため私財でサムハラ神社を建立したとされる。神前扉材は伊勢神宮より賜った。戦時中に兵士にお守りを贈る活動をしていたが、戦後も小判の形のお守りを自費で作成し無料で人々に配布していた。多くの要人にも贈呈をした。90歳までは自転車を乗り回すことも平易だった。97歳の時でも壮健であり自らを青年と称した。
「信仰は万益有って一害なし」と常に提唱し、毎朝の参拝を欠かしたことはなかった。田中は1967年（昭和42年）12月3日逝去。享年100。サムハラ神社境内に胸像がある。宮司は養子が継いだ。

## 祭礼
- 元旦祭（1月1日）
- 歳旦祭（1月3日）
- 節分祭（2月2日・3日・4日）
- 春季大祭（4月22日・23日）
- 秋季大祭（10月22日・23日）
- 大祓式（6月30日・12月31日）
- 月初祭（毎月1日）
- 月次祭（毎月23日）
- 諸願の祈祷は随時。

## 平野町護符所
大阪市中央区平野町に宗教法人サムハラ神社収益事業部があり、施設の名称をサムハラ神社平野町護符所と称する。施設の入り口前にはサムハラ神社の授与品（お札・お守りなど）が展示されている。
- サムハラ神社平野町護符所（サムハラ神社護符所）

大阪市中央区平野町4-6-10

## 関係のあった人物
- 浜木綿子 - 1964年（昭和39年）2月、公演中事故にあったが怪我をまぬがれたと神社看板に記載されている。
- 山本利助 - 1964年（昭和39年）6月、交通事故にあったが怪我をまぬがれたと神社看板に記載されている。小倉屋山本の社長。お礼として境内にクスノキを献樹した。
- 宇野豊蔵 - 1985年（昭和60年）1月、交通事故にあったが怪我をまぬがれたと神社看板に記載されている。宇野宗佑の伯父で実教出版の元名誉会長。

## サムハラについて
当社では、造化の三神である天御中主神、高御産巣日神、神産巣日神の三柱の神を総称してサムハラの大神と呼称し、無傷無病、延命長寿の神であると伝えている。
（サムハラ）とは不思議の4文字で、身を守ると言われている。これは漢字のような文字であるが、神字であり漢字とは異なる、とされる。Unicodeには、のみが収録されておらず、活字変換は不可。他の文字は全てCJK統合漢字拡張Cに収録されている。
東大寺（印西東大寺）（千葉県印西市）、雷山千如寺大悲王院（清賀上人により十転化の功徳があるという）など各地の寺社のお守りの呪文に使用されている。

### サムハラの故事
- 曾子が病になって臨終の際に、弟子に体の全部を調べさせ、一つの傷痕もないのを見て安心し「父母に体を受けて生まれて幸いにも一つの傷痕もなくお返しする事ができるのは孝を尽くしたことだ」と言い、生命の守護神（サムハラ大神）に深く感謝したという。

- 加藤清正は文禄・慶長の役の時、サムハラを武器の刃に彫りつけて信じていたために万死に一生を得たという説もある。
- 『耳嚢[8]』巻2に、1782年（天明2年）、新見愛之助という小姓が登城の時に馬ごと坂の下に落ちたが怪我がなかったという説もある。他の者に理由を聞かれると領民から送られた守護札を見せ「領民が野においてキジを矢で射たが当たらず、逃げようともしない。弓がうまい者たちが競ったが駄目であった。このキジを捕まえたところ背中にの4文字が書いてあった。『この文字を書いた札を懐に入れておくと良いことがある』と流行った。」と語った[9]との記述がある。
- 平田篤胤の『仙境異聞』（下） 三之巻[10][11]に慶長年間に大樹公（征夷大将軍のこと）が狩で発見した鶴の羽にあった文字（の文字）が怪我よけとして広まり、寅吉が仙骨の人の符字のようなものに見たが、「ジヤク、コウ、ジヤウ、カウ」というように聞いたがよく知らないと言ったという。
- 岡田挺之の随筆『秉穂録』に「福岡で鶴を捕ったところ、鶴の翼に「さむはら」という四文字の符字があった。長命の符字であるだろうと人々はこれを写し取って帯びた。また斎藤実盛の位牌が淡路のある寺にあり、位牌の背にこの四文字がある。最近、江戸でこの符字を帯びた人が落馬したが怪我が無かったので、これを帯びることが流行した。」とある[12]。
- 國安仙人（万延元年（1860年）7月23日-大正元年（1912年）9月28日　幼名　米太郎　普明光美　加波山神社の摂末社普明神社に祀られる。）が信者に与えたタク字びよる霊符の最初の4文字がサムハラの文字（読みは「けん しょう けん ご」）であったという[13]。

### その他
- サムハラはサンスクリット語の saṃvara （「三跋羅[14]（さんばら）」）という言葉に由来するという説と、サンスクリット語を中国語に翻訳した「皆懺悔」という言葉に由来するという説と、古朝鮮語の「サム（生きる）」「ハラ（しなさい）」で「生きなさい」が語源という説がある。
- 短刀に刻印し守り刀とされた[15]。
- 厭勝銭（えんしょうせん）の一種にサムハラ銭がある[16][17]（厭勝銭は流通貨幣ではなく、縁起物もしくは護符として所持した銭。ここでは弾除けの祈念銭）。

## お守りをめぐるトラブル

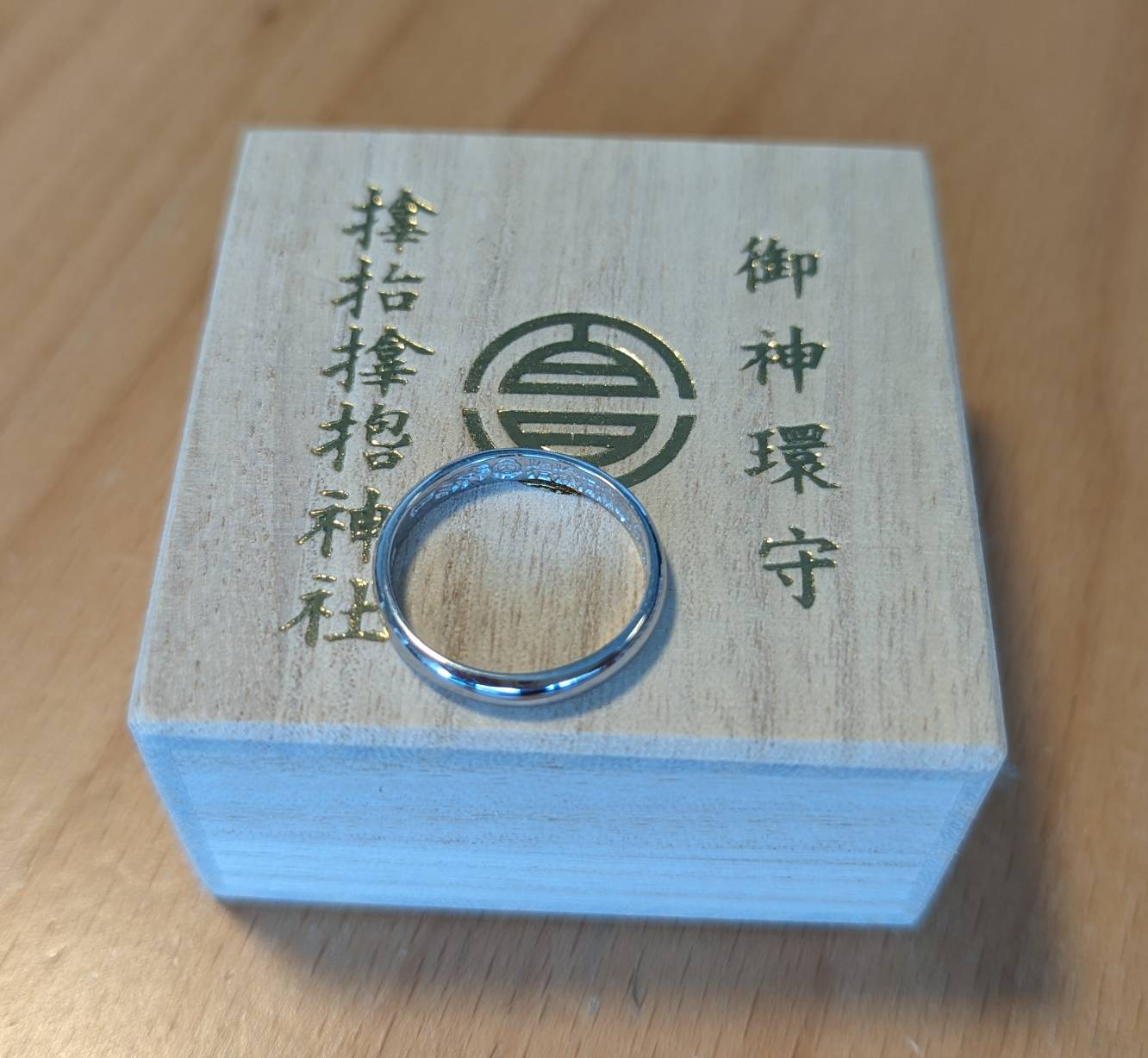
サムハラ神社の御神環守

サムハラ神社では、御神環（ごしんかん）と称する指輪型のお守りを授与してきたが、希少価値があり入手困難ということもあってか、インターネット上で転売されるケースが相次ぎ、また、これを見た多数の参拝者が神社に押しかけてくる事態ともなった。これを受けて同神社では、参拝者への御神環の授与を中止する事態となった。